# Straning-Grafenberg
Straning-Grafenberg är en kommun  i Österrike. Den ligger i distriktet Horn i förbundslandet Niederösterreich. Huvudorten Straning ligger 60 km nordväst om huvudstaden Wien. 
Kommunen består av fyra orter (Ortschaften) (inom parentes invånarantal 1 januari 2024):
- Etzmannsdorf bei Straning (102)
- Grafenberg (190)
- Straning (275)
- Wartberg (129)